# 大阪市立青少年会館
大阪市立青少年会館（おおさかしりつせいしょうねんかいかん）は、かつて存在した大阪市運営の公共施設。
同和対策事業の一環として、同和地区の青少年の健全育成を目的として市内12か所に造られた。館内には体育館や運動場が整備されていた。
近年の大阪市の同和行政見直しの中で、2007年3月に閉館された。その後は「もと青少年会館」として、市民グループ・サークルの自主的な活動の場所として大阪市教育委員会の管理下で貸し出しが行われていたが、2010年3月に市内11か所ある人権文化センターを改称した「市民交流センター」に、「もと青少年会館」の機能が統合され、同年4月1日付をもって「元青少年会館」も貸し出し終了・閉鎖となった。

## 一覧
- 浪速青少年会館：大阪市浪速区浪速東1丁目1番61号
- 加島青少年会館：大阪市淀川区加島1丁目58番8号
- 南方青少年会館：大阪市東淀川区東中島2丁目14番19号
- 日之出青少年会館：大阪市東淀川区西淡路1丁目4番18号
- 飛鳥青少年会館：大阪市東淀川区東中島3丁目7番28号
- 生江青少年会館：大阪市旭区生江3丁目20番21号
- 両国青少年会館：大阪市旭区清水5丁目7番1号
- 浅香青少年会館：大阪市住吉区浅香2丁目1番9号
- 住吉青少年会館：大阪市住吉区帝塚山東5丁目3番21号
- 矢田青少年会館：大阪市東住吉区矢田5丁目7番16号
- 平野青少年会館：大阪市平野区平野市町3丁目2番12号
- 西成青少年会館：大阪市西成区長橋2丁目5番33号